# Records des Raptors de Toronto
Cette page liste les records de l'équipe et des joueurs des Raptors de Toronto depuis leur création en 1995.

## Records individuels en saison régulière
Légende: En Gras : joueurs encore en activité en NBA.

### En carrière
| Statistique             | Joueur        | Record |
| ----------------------- | ------------- | ------ |
| Matchs joués            | DeMar DeRozan | 675    |
| Points                  | DeMar DeRozan | 13 296 |
| Passes décisives        | Kyle Lowry    | 4 277  |
| Interceptions           | Kyle Lowry    | 873    |
| Total de rebonds        | Chris Bosh    | 4 776  |
| Contres                 | Chris Bosh    | 600    |
| Tirs marqués            | DeMar DeRozan | 4 716  |
| 3 points inscrits       | Kyle Lowry    | 1 518  |
| Lancers francs inscrits | DeMar DeRozan | 3 539  |
| Pertes de balles        | Kyle Lowry    | 1 591  |

### Sur un match
| Statistique                | Joueur                          | Record | Date                         |
| -------------------------- | ------------------------------- | ------ | ---------------------------- |
| Minutes                    | Vince Carter                    | 63     | 23 février 2001              |
| Points                     | Fred VanVleet                   | 54     | 2 février 2021               |
| Paniers marqués            | Vince Carter Charlie Villanueva | 20     | 14 janvier 2000 26 mars 2006 |
| Paniers tentés             | DeMar DeRozan                   | 38     | 21 mars 2017                 |
| Paniers à 3 points réussis | Donyell Marshall                | 12     | 13 mars 2005                 |
| Paniers à 3 points tentés  | Donyell Marshall                | 19     | 13 mars 2005                 |
| Lancers francs réussis     | DeMar DeRozan                   | 24     | 4 mars 2016                  |
| Lancers francs tentés      | Vince Carter                    | 27     | 30 décembre 2000             |
| Rebonds défensifs          | Chris Bosh Precious Achiuwa     | 18     | 25 mars 2005 24 octobre 2022 |
| Rebonds offensifs          | Amir Johnson                    | 12     | 4 mars 2013                  |
| Total rebonds              | Bismack Biyombo                 | 25     | 17 mars 2016                 |
| Passes décisives           | Fred VanVleet                   | 20     | 2 avril 2023                 |
| Interceptions              | Doug Christie                   | 9      | 25 février 1997              |
| Contres                    | Keon Clark                      | 12     | 23 mars 2001                 |
| Balles perdues             | Damon Stoudamire                | 12     | 25 janvier 1997              |

## Records individuels en Playoffs

### En carrière
| Statistique             | Joueur                       | Record |
| ----------------------- | ---------------------------- | ------ |
| Matchs joués            | Kyle Lowry                   | 84     |
| Points                  | Kyle Lowry                   | 1 435  |
| Passes décisives        | Kyle Lowry                   | 526    |
| Interceptions           | Kyle Lowry                   | 120    |
| Total de rebonds        | Kyle Lowry Jonas Valančiūnas | 406    |
| Contres                 | Serge Ibaka                  | 67     |
| Tirs marqués            | Kyle Lowry                   | 480    |
| 3 points inscrits       | Kyle Lowry                   | 180    |
| Lancers francs inscrits | DeMar DeRozan                | 299    |
| Pertes de balles        | Kyle Lowry                   | 224    |

### Sur un match
| Statistique                | Joueur            | Record | Date             |
| -------------------------- | ----------------- | ------ | ---------------- |
| Minutes jouées             | Pascal Siakam     | 54     | 9 septembre 2020 |
| Points                     | Vince Carter      | 50     | 11 mai 2001      |
| Paniers marqués            | Vince Carter      | 19     | 11 mai 2001      |
| Paniers tentés             | Kawhi Leonard     | 39     | 19 mai 2019      |
| Lancers francs réussis     | Kawhi Leonard     | 16     | 2 juin 2019      |
| Lancers francs tentés      | DeMar DeRozan     | 18     | 22 avril 2018    |
| Paniers à 3 points réussis | Vince Carter      | 9      | 11 mai 2001      |
| Paniers à 3 points tentés  | Fred VanVleet     | 16     | 18 avril 2022    |
| Rebonds défensifs          | Bismack Biyombo   | 18     | 21 mai 2016      |
| Rebonds offensifs          | Jonas Valančiūnas | 11     | 16 avril 2016    |
| Total rebonds              | Bismack Biyombo   | 26     | 21 mai 2016      |
| Passes décisives           | Chris Childs      | 14     | 24 avril 2002    |
| Interceptions              | Fred VanVleet     | 6      | 30 août 2020     |
| Contres                    | Serge Ibaka       | 6      | 5 juin 2019      |
| Balles perdues             | Kawhi Leonard     | 7      | 5 mai 2019       |

## Records de la franchise

### Sur une saison
| Statistique                    | Record | Moyenne par match         | Saison              |
| ------------------------------ | ------ | ------------------------- | ------------------- |
| Points marqués                 | 9 348  | 114 points / match        | 2018-2019           |
| Rebonds                        | 3 717  | 45,3 rebonds / match      | 2021-2022           |
| Passes décisives               | 2 340  | 28,5 passes / match       | 2024-2025           |
| Interceptions                  | 772    | 9,4 interceptions / match | 2022-2023           |
| Contres                        | 663    | 8,1 contres / match       | 1997-1998           |
| Tirs marqués                   | 3 466  | 42,3 tirs / match         | 2023-2024           |
| Tirs tentés                    | 7 489  | 91,3 tirs / match         | 2021-2022 2022-2023 |
| Pourcentage au tir             | 48,2%  | /                         | 2009-2010           |
| 3 points marqués               | 1 041  | 14,5 tirs / match         | 2020-2021           |
| 3 points tentés                | 2 831  | 39,3 tirs / match         | 2020-2021           |
| Pourcentage à 3 points         | 39,2%  | /                         | 2007-2008           |
| Lancers francs marqués         | 1 702  | 20,7 tirs / match         | 2015-2016           |
| Lancers francs tentés          | 2 190  | 26,7 tirs / match         | 2015-2016           |
| Pourcentage aux lancers francs | 82,4%  | /                         | 2008-2009           |
| Pertes de balles               | 1 544  | 18,8 pertes / match       | 1995-1996           |